# 주식 시장 붕괴 및 약세장 목록
이 문서는 주식 시장 붕괴 및 약세장 목록이다. 둘의 차이는 속도(하락 속도)와 길이(지속 기간)에 달려 있다. 주가 대폭락은 빠르고 짧은 반면, 약세장은 느리고 길다. 이 둘은 항상 같은 하락 내에서 발생하지 않는다.

## 표
| 이름                                                      | 날짜                             | 국가                                 | 비고 | 참고                                      |
| --------------------------------------------------------- | -------------------------------- | ------------------------------------ | --- | ----------------------------------------- |
| 튤립파동 거품                                             | 1637년                           | 네덜란드 공화국                      | 네덜란드 공화국에서 튤립 구근 계약 가격이 비정상적으로 높아졌다가 갑자기 붕괴된 거품경제 (1633년-37년). | [ 1 ]                                     |
| 미시시피 거품                                             | 1720년                           | 프랑스 왕국                          | 존 로의 방크 루아얄이 주화와의 교환을 위한 지폐 지불을 중단하여 프랑스의 경제 붕괴를 초래했다. |                                           |
| 1720년 남해 거품                                          | 1720년                           | UK                                   | 초기 유럽 주식 시장에 영향을 미쳤으며, 특허 합자회사의 초기 시절에 발생했다. |                                           |
| 1720년 네덜란드 거품                                      | 1720년                           | 네덜란드 공화국                      | 외국 자본 유입, 새로운 합자회사의 급속한 창설, 광범위한 윈드헨델(규제되지 않은 옵션 및 선물 계약)에 의해 촉발된 네덜란드 공화국의 투기적 광기. |                                           |
| 1769년 벵골 거품                                          | 1769년                           | UK                                   | 주로 영국 동인도 회사에 의해 발생했으며, 이 회사의 주식은 1768년 12월 276파운드에서 1784년 122파운드로 하락했다. |                                           |
| 1772년 위기                                               | 1772년                           | UK USA                               | |                                           |
| 1791년~92년 금융 위기                                     | 1791년                           | USA                                  | 1791년 8월과 9월에 미국 제1은행 주식의 호황과 불황. 알렉산더 해밀턴이 뉴욕 은행과 협력하여 이 사건을 종식시킨 기초는 이듬해 1792년 공황을 끝내는 데 결정적인 역할을 할 것이다. |                                           |
| 1796년~1797년 공황                                        | 1796년                           | UK USA                               | 대서양 신용 시장의 일련의 침체가 대영제국과 미국에서 더 광범위한 상업적 침체로 이어졌다. |                                           |
| 1819년 공황                                               | 1819년                           | USA                                  | |                                           |
| 1825년 공황                                               | 1825년                           | UK                                   | |                                           |
| 1837년 공황                                               | 1837년 5월 10일                  | USA                                  | |                                           |
| 1847년 공황                                               | 1847년                           | UK                                   | |                                           |
| 1857년 공황                                               | 1857년                           | USA                                  | |                                           |
| 1866년 공황                                               | 1866년                           | UK                                   | |                                           |
| 검은 금요일                                               | 1869년 9월 24일                  | USA                                  | |                                           |
| 1873년 공황                                               | 1873년 5월 9일                   |                                      | 미국과 유럽의 많은 지역에서 장기불황을 시작했다. |                                           |
| 1882년 파리 증권거래소 붕괴                               | 1882년 1월 19일                  | 프랑스                               | |                                           |
| 1884년 공황                                               | 1884년                           |                                      | |                                           |
| 엔실리아멘토                                              | 1890년                           | 브라질                               | 3년간 지속된 (1890년~1893년) 호황과 불황 과정으로, 1880년대 후반에 호황을 누리다가 1890년대 초에 붕괴하여 브라질 경제를 붕괴시키고 이미 불안정한 정치 상황을 악화시켰다. | [ 3 ] [ 4 ] [ 5 ] [ 6 ]                   |
| 1893년 공황                                               | 1893년                           | USA                                  | |                                           |
| 1896년 공황                                               | 1896년                           | USA                                  | |                                           |
| 1901년 공황                                               | 1901년 5월 17일                  | USA                                  | 3년간 지속되었으며, 1901년 윌리엄 매킨리 대통령 암살과 같은 해 후반의 심각한 가뭄으로 인해 시장이 불안정해졌다. |                                           |
| 1907년 공황                                               | 1907년 10월                      | USA                                  | 1년 이상 지속되었으며, 시어도어 루스벨트 미국 대통령이 철도와 같은 다양한 산업 부문에서 번성하는 독점 기업을 규제하겠다고 위협한 후 시장이 불안정해졌다. |                                           |
| 1929년 월스트리트 대폭락                                  | 24일–1929년 10월 29일            | USA                                  | 4년 이상 지속되었으며, 주식 투기 거품 붕괴로 인해 주식을 사기 위해 돈을 빌린 사람들이 대출 상환 요청을 받자 주식을 현금화해야 했으므로 추가적인 매도로 이어졌다. 또한 대폭락 또는 월스트리트 대폭락이라고 불리며, 대공황으로 이어졌다. |                                           |
| 1937년~1938년 경기후퇴                                    | 1937년                           | USA                                  | 약 1년 동안 지속되었으며, 이 주가 하락은 대공황 내의 경기후퇴와 프랭클린 D. 루스벨트의 뉴딜 정책의 효과에 대한 의심에 의해 촉발되었다. |                                           |
| 1962년 케네디 슬라이드                                    | 1962년 5월 28일                  | USA                                  | '1962년 순간 폭락'로도 알려져 있다. | [ 7 ]                                     |
| 1970년 약세장                                             | 1968년 11월                      | USA                                  | 20개월 이상 동안, 상승하는 인플레이션과 상승하는 금리가 진행 중인 베트남 전쟁과 결합하여 S&P 500이 캄보디아 작전과 동시에 36.1% 하락했다. | [ 8 ]                                     |
| 1971년 브라질 시장 붕괴                                   | 1971년 7월                       | 브라질                               | 1970년대와 1980년대 초까지 지속되었으며, 1969년에 시작된 호황의 끝이었고, 1970년대 에너지 위기와 1980년대 초 라틴아메리카 부채 위기가 복합적으로 작용했다. | [ 9 ] [ 10 ] [ 11 ]                       |
| 1973년~1974년 주식 시장 붕괴                              | 1973년 1월                       | UK/전 세계                           | 23개월 동안 지속되었으며, 유가 급등, 광부 파업, 에드워드 히스 정부의 몰락이 있었다. | [ 8 ]                                     |
| 1980년대 초반 경기후퇴                                    | 1980년 11월                      | USA/전 세계                          | 21개월 이상 동안, 두 자릿수 인플레이션을 억제하기 위한 금리 인상으로 S&P 500이 27.1% 하락했다. | [ 8 ]                                     |
| 수크 알마나크 주식 시장 붕괴                              | 1982년 8월                       | 쿠웨이트                             | |                                           |
| 검은 월요일                                               | 1987년 10월 19일                 | USA 틀:나라자료 NZ                   | 미국 주식 시장 역사상 가장 큰 하루 백분율 하락을 기록한 악명 높은 주식 시장 붕괴로, S&P 500과 다우 존스 산업평균지수가 20% 이상 폭락한 후 약세장으로 이어졌다. 혼란의 주요 원인 중 하나는 프로그램 거래와 비유동성이었으며, 이 둘은 거래량이 줄어들더라도 주가가 계속 하락하면서 그날의 격렬한 하락을 부추겼다. 오늘날, 서킷브레이커가 검은 월요일의 반복을 막기 위해 시행되고 있다. 7% 하락 시 거래는 15분 동안 중단되며, 13% 하락 시에도 15분 중단이 적용된다. 그러나 20% 하락 시에는 그날의 남은 시간 동안 거래가 중단된다. 뉴질랜드에서는 주식 시장이 다음 5개월 동안 60%까지 계속 하락했다. |                                           |
| 리우데자네이루 증권 거래소 붕괴                           | 1989년 6월                       | 브라질                               | 리우데자네이루 증권거래소 붕괴는 취약한 내부 통제와 신용 규율 부재로 인해 발생했으며, 이는 거래소의 붕괴로 이어졌고, 그 이후로 회복되지 못했다. | [ 12 ] [ 13 ] [ 14 ]                      |
| 1989년 10월 13일 소폭락                                   | 1989년 10월 13일                 | USA                                  | 유나이티드 항공의 차입매수 실패로 붕괴 발생. |                                           |
| 1990년대 초반 경기후퇴                                    | 1990년 7월                       | USA                                  | 1990년 8월 이라크가 쿠웨이트를 침공하여 유가가 급등했다. 다우 존스 산업평균지수는 7월 3일 2,911.63에서 10월 16일 2,381.99로 3개월 만에 18% 하락했다. 이 경기 침체는 약 8개월 동안 지속되었다. |                                           |
| 일본의 거품 경제                                          | 1991년                           | 일본                                 | 약 20년 동안, 적어도 2011년 말까지 지속되었으며, 주식 및 부동산 가격 거품이 붕괴되어 장기 디플레이션 불황으로 바뀌었다. 일본 자산 가격 거품 붕괴 중 주요 경제 사건으로는 1997년 아시아 금융 위기와 닷컴 버블이 있다. 또한, 세계 금융 위기 (2007년~2008년) 및 2011년 8월 주식 시장 하락과 같은 최근 경제 사건들이 이 기간을 연장시켰다. |                                           |
| 검은 수요일                                               | 1992년 9월 16일                  | UK                                   | 보수당 정부는 파운드 스털링을 합의된 하한선 이상으로 유지할 수 없게 되자 유럽 환율 메커니즘 (ERM)에서 파운드 스털링을 철수시킬 수밖에 없었다. |                                           |
| 1997년 아시아 금융 위기                                   | 1997년 7월 2일                   | 태국 홍콩 필리핀 대한민국 인도네시아 | 투자자들이 과열된 홍콩 주식 시장을 포함한 신흥 아시아 주식에서 이탈했다. 태국, 인도네시아, 대한민국, 필리핀 등지에서 붕괴가 발생했으며, 1997년 10월 27일 미니 크래시에서 절정에 달했다. |                                           |
| 1997년 10월 27일 소폭락                                   | 1997년 10월 27일                 |                                      | 1997년 아시아 금융 위기에 의해 발생한 글로벌 주가 대폭락. |                                           |
| 1998년 러시아 금융 위기                                   | 1998년 8월 17일                  | 러시아                               | 러시아 정부는 루블화를 평가절하하고, 국내 부채를 불이행하며, 외국 채권자에 대한 지불 모라토리엄을 선언한다. |                                           |
| 닷컴 버블                                                 | 2000년 3월 10일                  | USA                                  | 기술 거품 붕괴. |                                           |
| 9·11 테러가 경제에 미친 영향                              | 2001년 9월 11일                  |                                      | 9·11 테러로 인해 글로벌 주식 시장이 급락했다. 테러 자체로 약 400억 달러의 보험 손실이 발생하여 역사상 가장 큰 보험 사건 중 하나가 되었다. |                                           |
| 2002년 주식 시장 하락                                     | 2002년 10월 9일                  |                                      | 2002년 미국, 캐나다, 아시아, 유럽의 증권거래소에서 주가 하락이 발생했다. 9·11 테러 이후 기록했던 저점에서 회복된 후, 지수는 2002년 3월부터 꾸준히 하락했으며, 7월과 9월에 급격한 하락을 보여 1997년과 1998년에 마지막으로 기록했던 최저점에 도달했다. 2002년 주식 시장 하락 참조. |                                           |
| 2007년 중국 주식 거품                                     | 2007년 2월 27일                  | 중국                                 | 상하이 증권거래소의 상하이 종합지수가 예상치 못한 매도세로 9% 폭락하여 10년 만에 가장 큰 하락을 기록했으며, 전 세계 주식 시장에 큰 하락을 촉발했다. | [ 15 ] [ 16 ] [ 17 ]                      |
| 세계 금융 위기 (2007년~2008년)/ 2007년~2009년 미국 약세장 | 2007년 10월 11일 2008년 9월 16일 | USA/ 전 세계                         | 2007년 후반부터 시작된 부채 증가, 주택 거품 증가, 전반적인 경제 약화에 대한 우려가 시장 매도세를 촉발했다. 이는 서브프라임 모기지 및 신용파산스왑 증권 붕괴로 인한 미국 금융 기관의 부실로 2008년 9월 16일 가속화되었다. 이는 빠르게 전 세계적인 위기로 발전하여 유럽의 여러 은행 파산과 전 세계적으로 주식 및 원자재 가치의 급격한 감소를 초래했다. 아이슬란드 은행의 파산은 아이슬란드 크로나의 가치 하락을 초래하고 정부를 파산 위협에 빠뜨렸다. 아이슬란드는 11월에 IMF로부터 비상 대출을 받을 수 있었다. 이후 조지 W. 부시 미국 대통령은 2008년 긴급 경제 안정화 법안에 서명하여 부실 은행 자산을 매입하기 위한 부실 자산 구제 프로그램 (TARP)을 만들었다. 이는 세계 경제와 세계 무역에 재앙적인 영향을 미쳤다. | [ 18 ] [ 19 ] [ 20 ] [ 21 ]               |
| 2009년 두바이 부채 상환 유예                              | 2009년 11월 27일                 | UAE                                  | 두바이는 대규모 개조 및 개발 프로젝트와 대침체로 인해 부채 상환 유예를 요청했다. 이 발표로 글로벌 주식시장이 하락했다. | [ 22 ]                                    |
| 유럽 국가 부채 위기                                       | 2010년 4월 27일                  | 유럽                                 | 스탠더드 앤드 푸어스는 그리스의 국가 신용 등급을 정크로 EU–IMF 구제금융 활성화 4일 후 하향 조정하여 전 세계 주식시장과 유로화 가치 하락을 촉발하고 유럽 국가 부채 위기를 심화시켰다. | [ 23 ] [ 24 ] [ 25 ]                      |
| 2010년 순간 폭락                                          | 2010년 5월 6일                   | USA                                  | 다우 존스 산업평균지수는 부분적으로 회복되기 전 거의 1,000포인트가 하락하는 사상 최악의 일중 하락폭을 기록했다. | [ 26 ]                                    |
| 2011년 8월 주식 시장 하락                                 | 2011년 8월 1일                   | USA                                  | S&P 500은 2011년 5월 2일 (장중 고점: 1,370.58)과 2011년 10월 4일 (장중 저점: 1,074.77) 사이에 21.58% 하락하여 단명한 약세장에 진입했다. 이후 주식 시장은 반등하여 연말에 보합세로 마감했다. | [ 27 ] [ 28 ] [ 29 ]                      |
| 2015년~2016년 중국 주식 시장 붕괴                         | 2015년 6월 12일                  | 중국                                 | 중국 주식 시장은 6월에 폭락하여 7월과 8월에도 계속 하락했다. 2016년 1월에는 시장이 급격한 매도세를 겪으며 전 세계적인 폭락을 촉발했다. | [ 30 ] [ 31 ] [ 32 ] [ 33 ] [ 34 ] [ 35 ] |
| 2015년~2016년 주식 시장 매도                              | 2015년 8월 18일                  | USA                                  | 다우 존스는 이틀 동안 588포인트 하락했으며, 8월 18일부터 21일까지 1,300포인트 하락했다. 8월 24일 월요일, 세계 주식 시장은 크게 하락하여 2015년에 얻은 모든 이익을 상실했으며, 6년 만의 최저 가격을 기록한 석유, 구리 및 대부분의 아시아 통화(단, 일본 엔 제외)와 같은 원자재의 연쇄 하락이 미국 달러 대비 가치 하락으로 이어졌다. 이 급락으로 6월 3일 이후 글로벌 시장에서 약 10조 달러가 사라졌다. | [ 36 ] [ 37 ] [ 38 ]                      |
| 2018년 암호화폐 붕괴                                      | 2018년 9월 20일                  |                                      | S&P 500 지수는 9월 20일 종가 기준 2,930으로 최고점을 찍은 후 크리스마스 이브까지 2,351로 19.73% 하락했다. 비트코인 가격은 17년 12월 17일에 최고점을 찍은 후 17년 12월 22일에 45% 하락했다. DJIA는 대략 같은 기간 동안 18.78% 하락했다. 상하이 종합지수는 2015년 경기 침체 이후 경제 침체가 심화되면서 4년 만에 최저치로 떨어졌다. | [ 39 ] [ 40 ]                             |
| 2020년 주가 대폭락                                        | 2020년 2월 24일                  | 전 세계                              | S&P 500 지수는 2월 19일 3386의 최고점에서 3월 23일 2237로 34%, 1145포인트 하락했다. 이 폭락은 코로나19 봉쇄로 인한 전 세계적인 경기 침체의 일부였다. | [ 41 ] [ 42 ] [ 43 ]                      |
| 2022년 주식 시장 하락                                     | 2022년 1월 3일                   | 전 세계                              | S&P 500 지수는 1월 3일 종가 기준 4,796으로 최고점을 찍은 후 2022년 10월까지 3,498로 27.55% 하락했다. DJIA는 1월 4일 고점 이후 18.78% 하락했다. 나스닥 종합주가지수는 11월 19일 고점 이후 36.40% 하락했다. | [ 44 ] [ 45 ]                             |
| 2022년 러시아 주식 시장 붕괴                              | 2022년 2월 16일                  | 러시아                               | 다가오는 러시아의 우크라이나 침공에 대한 반응으로, MOEX 지수는 4거래일 만에 43.58% 하락했다. 이에 대응하여 러시아 중앙은행은 더 깊은 하락을 막기 위해 한 달 동안 시장을 폐쇄했다. 3월 24일 재개장 후 지수는 부분적으로 회복되었지만 침공 전과 비교하면 여전히 약 40% 하락했다. | [ 46 ]                                    |
| 2024년 중국 주식 시장 붕괴                                | 2024년 2월 2일                   | 중국                                 | 상하이 종합지수는 2021년 9월 고점 3703에서 2024년 2월 2일 2730으로 26.3% 하락했으며, 이는 코로나19 이후 경제 회복 부진과 부동산 시장 침체에 의해 촉발되어 춘절을 앞두고 발생했다. 정부는 폭락 직후 주식 시장에 신속하게 개입하여 공매도를 금지하고 공무원을 교체했다. | [ 47 ]                                    |
| 2024년 도쿄 주식 시장 붕괴                                | 2024년 8월 5일                   | 일본                                 | 금리 상승과 엔화 강세가 최근 엔 캐리 트레이드 청산에 기여했다. 예상보다 약한 미국 경제 지표(일본 시장이 주말 동안 문을 닫은 후 발표됨)는 글로벌 매도세로 이어졌다. 재개장 시 닛케이 평균주가는 12.4%의 하루 손실을 기록했으며, 이는 1987년 10월 검은 화요일 이후 최악의 실적이었다. | [ 48 ]                                    |
| 2025년 주가 대폭락                                        | 2025년 4월 3일 2025년 4월 4일    | USA/ 전 세계                         | 2025년 4월 2일, 도널드 트럼프 대통령은 모든 미국 수입품에 대규모 관세를 부과한다고 발표했다. 4월 4일, 중화인민공화국은 모든 미국 수입품에 34%의 관세로 보복했다. 4월 4일 거래 마감 시점에 다우 존스는 9% 이상 손실했으며, S&P 500은 약세장에 진입하여 10% 손실했고, 나스닥 종합주가지수는 약세장에 진입하여 11% 손실했다. 다음 월요일인 4월 7일 최저점에서 S&P 500은 2025년 2월 최근 사상 최고점 대비 23% 하락했다. | [ 49 ]                                    |

## 같이 보기
- 1991년 인도 경제 위기
- 거품경제
- 은행 위기 목록
- 경제 위기 목록
- 다우 존스 산업평균지수의 일간 최대 변동치 목록
- 영국의 경기 침체 목록
- 미국의 경기 침체 목록
- 인도의 주식 시장 붕괴

## 참고 문헌
- 소벨, 로버트 (1988). 《월스트리트의 공황: 1987년 대폭락에 대한 새로운 탐구를 담은 미국 금융 재난의 고전적 역사》. 뉴욕: 트루먼 탤리 북스/더튼. ISBN 0-525-48404-3.